# Temnostethus pusillus
Temnostethus pusillus är en insektsart som först beskrevs av Herrich-schaeffer 1835.  Temnostethus pusillus ingår i släktet Temnostethus och familjen näbbskinnbaggar. Enligt den finländska rödlistan är arten nära hotad i Finland. Arten är reproducerande i Sverige. Artens livsmiljö är parker, gårdsplaner och trädgårdar. Inga underarter finns listade i Catalogue of Life.